# (31221) 1998 BP26
(31221) 1998 BP26 est un astéroïde Amor découvert en 1998.

## Description
(31221) 1998 BP26 a été découvert le 28 janvier 1998 à l'observatoire du Haleakalā, un centre de recherche astronomique américain faisant partie de l'Institut d'astronomie de l'Université de Hawaï situé au sommet du volcan Haleakalā sur l'île de Maui, par le programme Near Earth Asteroid Tracking (NEAT).

### Caractéristiques orbitales
L'orbite de cet astéroïde est caractérisée par un demi-grand axe de 1,72 ua, un périhélie de 1,28 ua, une excentricité de 0,26 et une inclinaison de 20,22° par rapport à l'écliptique. Du fait de ces caractéristiques, à savoir un périhélie compris entre 1,017 et 1,3 ua, il est classé comme astéroïde Amor, une famille d'astéroïdes géocroiseurs, s'approchant de l'orbite de la Terre.

### Caractéristiques physiques
(31221) 1998 BP26 a une magnitude absolue (H) de 17,2 et un albédo estimé à 0,342.